# Березівське (селище)
Березівське — селище в Україні, у Харківськомуу районі Харківської області. Населення становить 1057 осіб. Колишній орган місцевого самоврядування — Пересічанська селищна рада. З 2020 року у складі Солоницівської селищної громади.

## Населення

### Мова
Розподіл населення за рідною мовою за даними перепису 2001 року:
| Мова            | Відсоток |
| --------------- | -------- |
| українська      | 82,12%   |
| російська       | 17,79%   |
| інші/не вказали | 0,09%    |

## Географія
Селище Березівське знаходиться за 1,5 км від річки Уди (правий берег), примикає до селища Курортне, на протилежному березі розташоване смт Пересічне. За 2 км від селища залізнична станція Курортна, за 3 км на південь розташоване місто Люботин і проходить автомобільна дорога E40, на відстані 1 км розташоване село Смородське.

## Економіка
- У селищі — бальнеологічний курорт Бермінводи (Березівське джерело мінеральних вод).
- Завод «Березівські мінеральні води» [Архівовано 8 серпня 2020 у Wayback Machine.].
- У селищі була велика птахо-товарна ферма, до якої вела залізнична гілка, зараз повністю зруйнована.
- ТОВ "Куховар", виробник вермішелі швидкого приготування «Golden Dragon» і «Куховар»[3][4]